# SS Megantic (1908)
SS Megantic byl zaoceánský parník vybudovaný v loděnicích Harland & Wolff v Belfastu pro společnost White Star Line. Byl spuštěn roku 1908 a měl tonáž 14 878 BRT. Během 1. světové války na něj útočila německá U-ponorka. Roku 1931 byl stažen ze služby a roku 1933 sešrotován.

## Kariéra
Společnost Dominion Line provozovala linku Liverpool - Kanada na přelomu 19. a 20. století. Jejich lodě už byly staré a opotřebované, proto sem byly dodány dvě lodě z dílen Harland & Wolff SS Albany a SS Alberta. Když byly dokončeny, převzala je White Star Line a začala s nimi provozovat linky do Kanady.
Albany byl přejmenován na Megantic (po jezeře Megantic v Quebecu) a Alberta byla přejmenována na Laurentic. Ve své době to byly největší lodě na lince do Kanady. Byly na nich prováděny zátěžové testy kvůli výběru strojů pro Olympic. Megantic měl 2 šrouby poháněné čtyřexpanzními motory zatímco Laurentic, který měl stejnou velikost a parní kotle, dostal 3 šrouby a nové, lepší motory.
Megantic byl spuštěn v roce 1908 a na první plavbu z Liverpoolu do Montrealu vyplul 17. června 1909. Na této trase zůstal až do války, kdy byl přemístěn na trasu Liverpool - New York, než byl povolán do války jako transportní loď. V roce 1917 na něj zaútočila německá ponorka U-43, ale Megantic zvládl vyváznout bez poškození. V prosinci 1918 byl vrácen White Star Line a po přestavbě roku 1919, kdy dostal prostory pro první třídu, se vrátil na linky do Kanady. Další přestavbu měl v roce 1924 a od roku 1928 jezdil ze Southamptonu a Londýna. Mimo sezónu byl často používán na cesty mezi New Yorkem a Karibikem.
Poté, co byl Hawley Harvey Crippen v Kanadě zatčen, vracel se do Anglie na Megantiku. Byl uvězněn za vraždu.
Poslední plavbu měl Megantic v roce 1931, poté zůstal nepoužíván do roku 1933, než byl prodán do šrotu v Osace.